# Емельяновское сельское поселение (Крым)
Емельяновское се́льское поселе́ние (укр. Омелянівське сільське поселення, крымскотат. Джайтамгъалы кой юрту, Caytamğalı köy yurtu) — муниципальное образование в Нижнегорском районе Республики Крым России, в степной зоне Крымского полуострова.
Административный центр и единственный населённый пункт — село Емельяновка.

## История
В советское время был образован Емельяновский сельский совет.
Сельское поселение образовано в соответствии с законом Республики Крым от 5 июня 2014 года.

## Население
| 2001  | 2014  | 2015  | 2016  | 2017  | 2018  | 2019  |
| ----- | ----- | ----- | ----- | ----- | ----- | ----- |
| 1681  | ↘1373 | ↗1374 | ↗1379 | ↗1381 | ↘1368 | ↘1363 |
| 2020  | 2021  |       |       |       |       |       |
| ↘1351 | ↗1352 |       |       |       |       |       |